# Tessala Lamtai
Tessala Lamtai là một đô thị thuộc tỉnh Mila, Algérie. Dân số thời điểm năm 2002 là 13.849 người.